# Heliophanus edentulus
Heliophanus edentulus este o specie de păianjeni din genul Heliophanus, familia Salticidae, descrisă de Simon, 1871. Conform Catalogue of Life specia Heliophanus edentulus nu are subspecii cunoscute.